# Посольство США в России
Посольство США в Российской Федерации (англ. Embassy of the United States in the Russian Federation) — дипломатическое представительство Соединённых Штатов Америки в Российской Федерации, расположено в Москве на Новинском бульваре.

## История

### Посольство США в Российской империи
Первый представитель Соединённых Штатов в России Фрэнсис Дейна начал свою миссию в 1780 году, с момента установления дипломатических отношений между двумя странами. Дипломатическая миссия США в Российской империи располагалась в Санкт-Петербурге и неоднократно меняла своё местоположение:
- На 1835 г. — в доходном доме Василия Ададурова (позже — домовладение Е. А. Занадворской) на Галерной улице (дом 59)[2].
- В 1897—1908 гг. — в особняке Павла Григорьевича фон Дервиза, перестроенном в 1889—1890 годах, на Галерной улице (дом 27)[3].
- В 1908—1909 гг. — в особняке Румянцева, перестроенном в 1826—1827 годах по проекту архитектора В. А. Глинки, на Английской набережной (дом 44)[3]. Ныне здесь расположен отдел Государственного музея истории Санкт-Петербурга.
- В 1910—1917 гг. — в особняке графа А. Ф. Орлова-Денисова-Никитина, перестроенном в 1898 году по проекту архитектора С. В. Лебедева, а после — в 1907 году для графа Михаила Граббе, на Фурштатской улице (дом 34)[3][4].

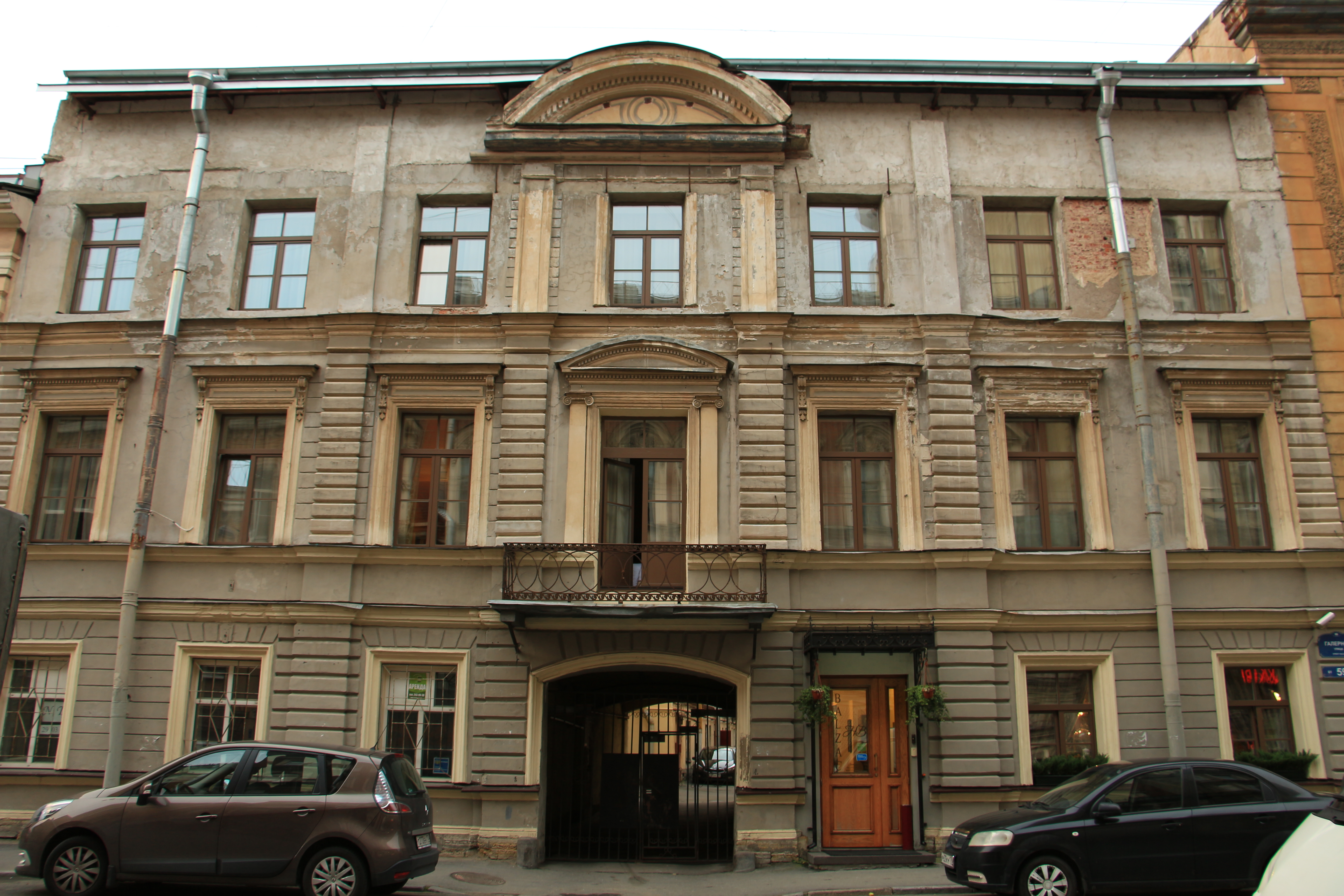
Домовладение Е. А. Занадворской, Галерная улица, дом № 59
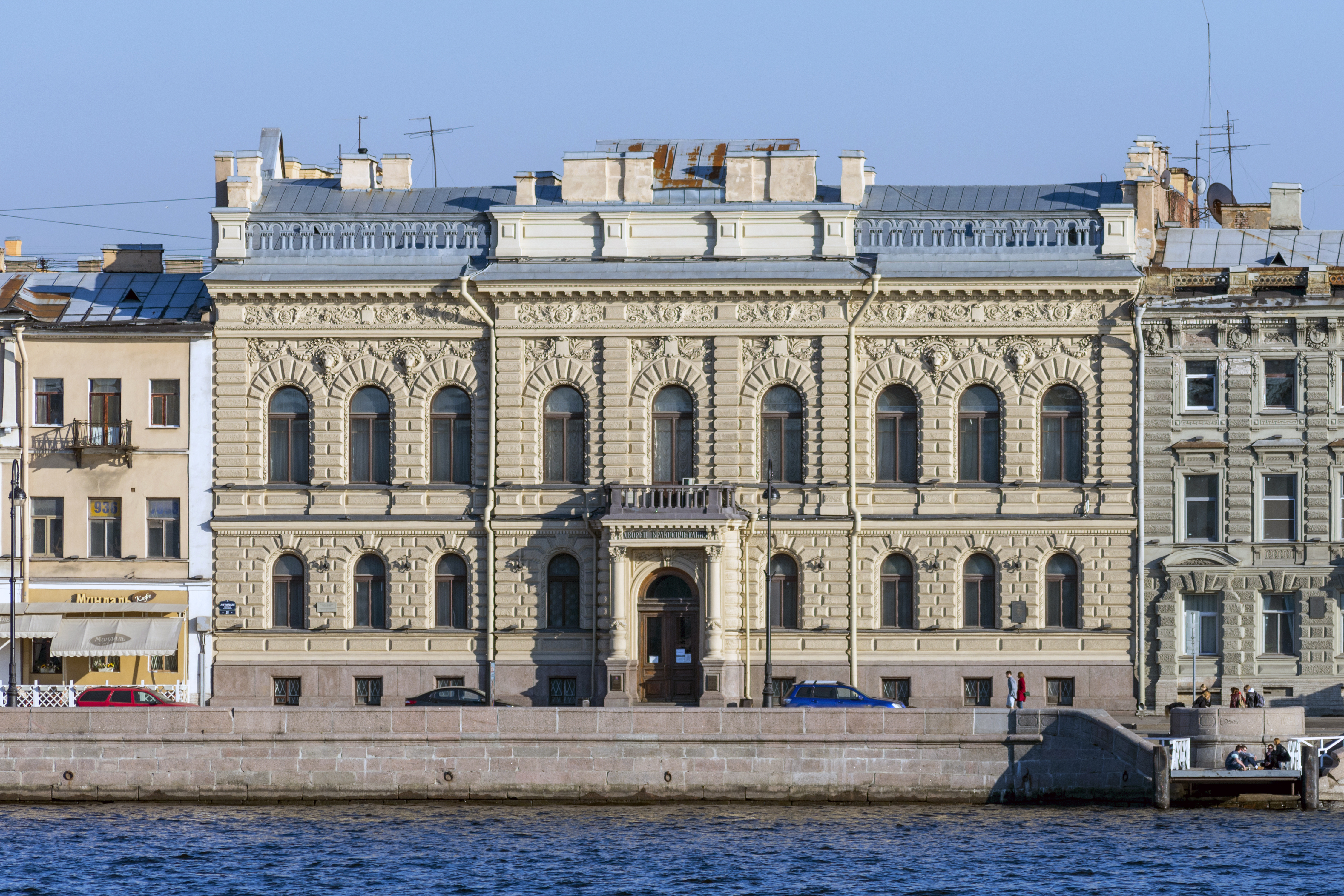
Особняк барона фон Дервиза П.П. (Великого князя Андрея Владимировича), Английская набережная, дом № 28
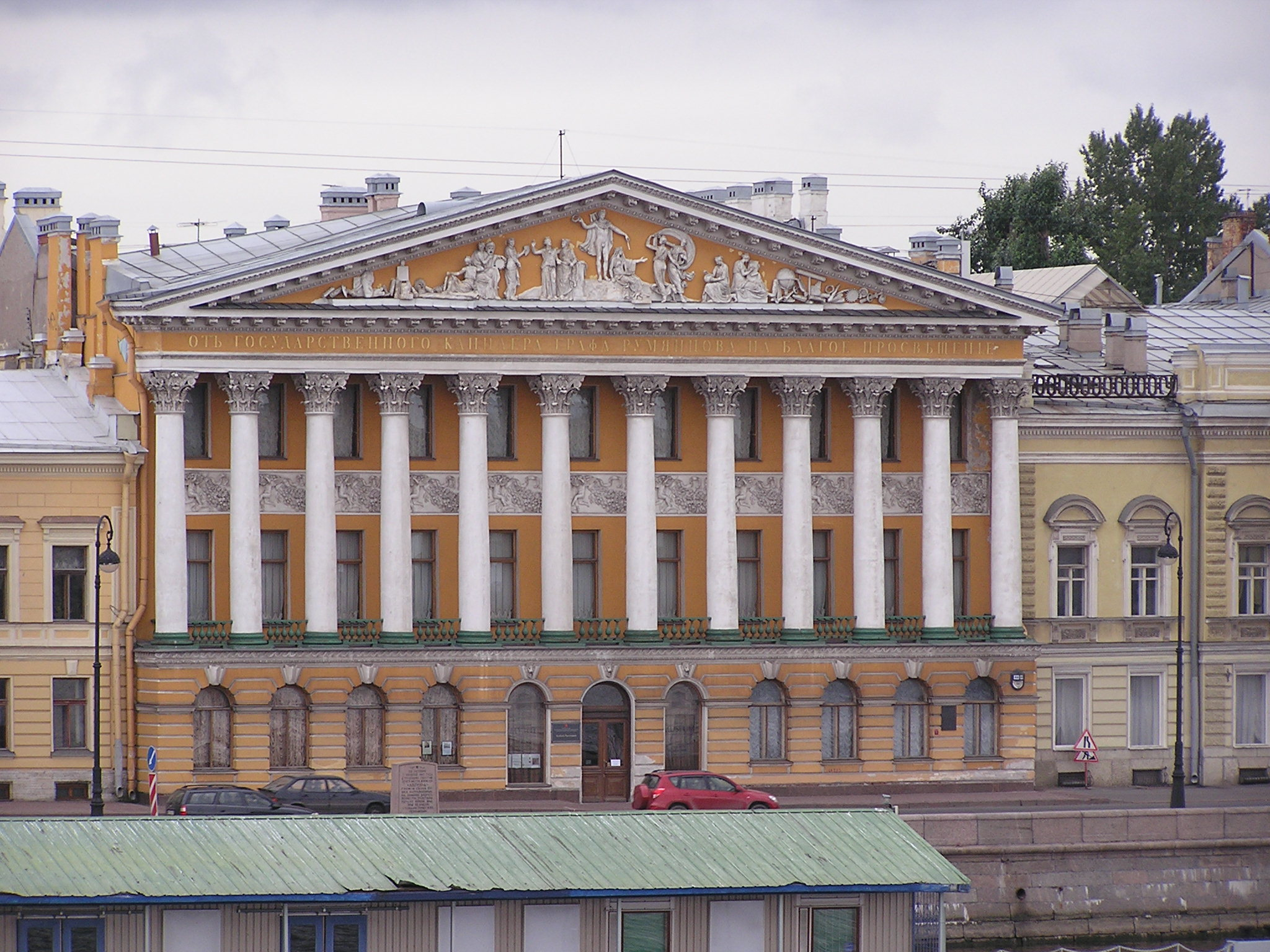
Особняк Румянцева, Английская набережная, дом № 44
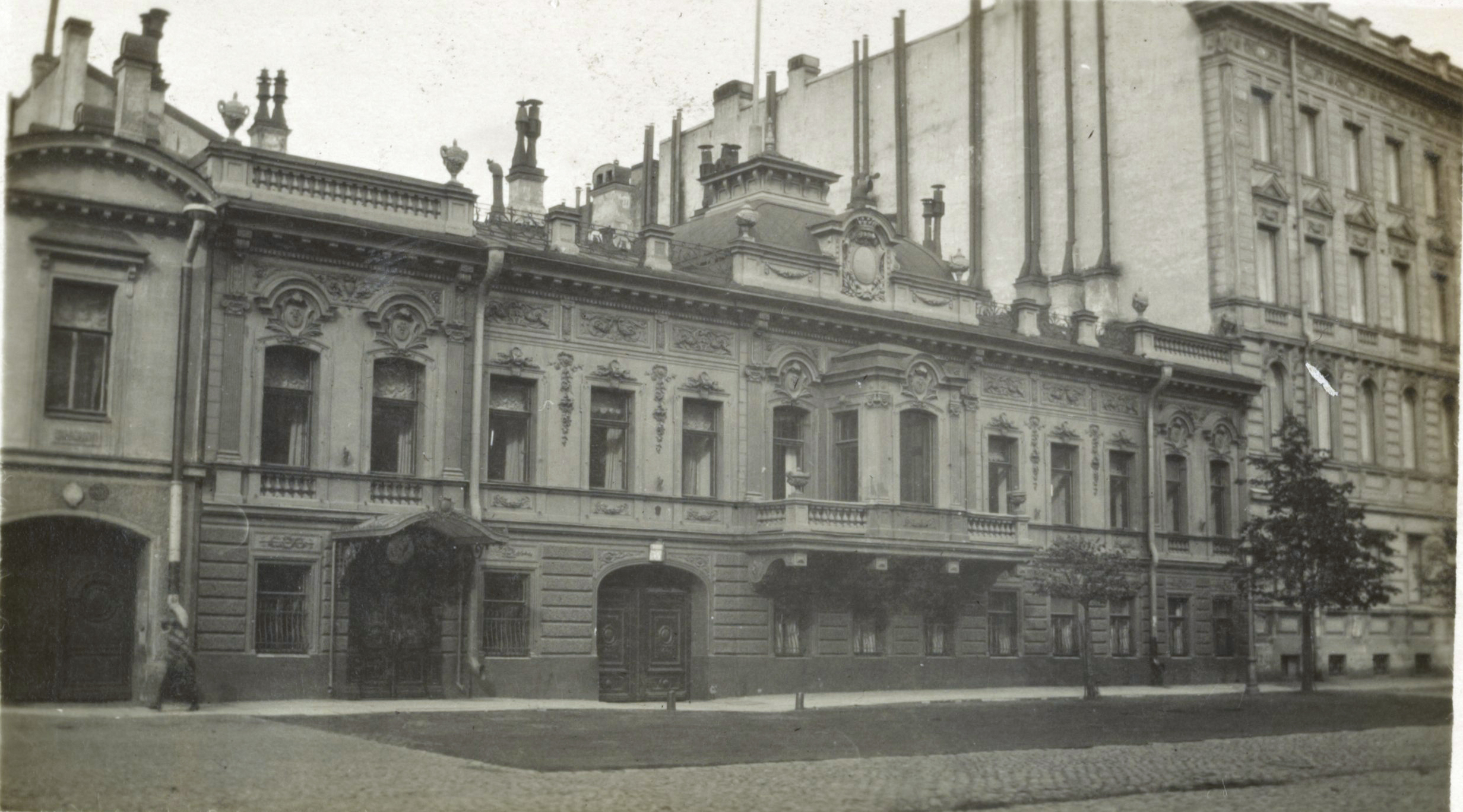
Особняк графа А.Ф. Орлова-Денисова-Никитина, Фурштатская улица, дом № 34 (фото 1917 года)

### Посольство США в СССР

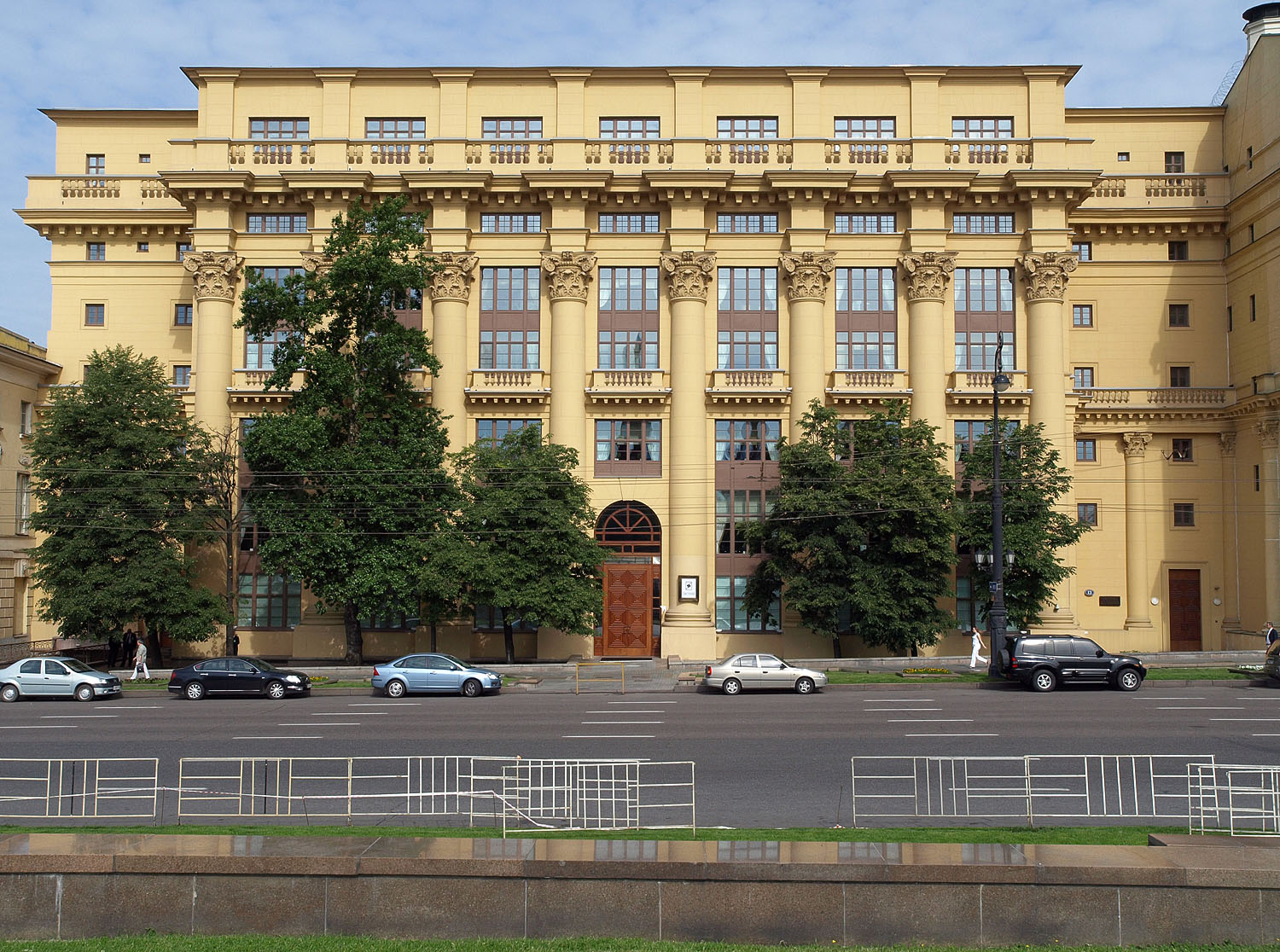
Здание бывшего посольства, Моховая улица, дом № 13.

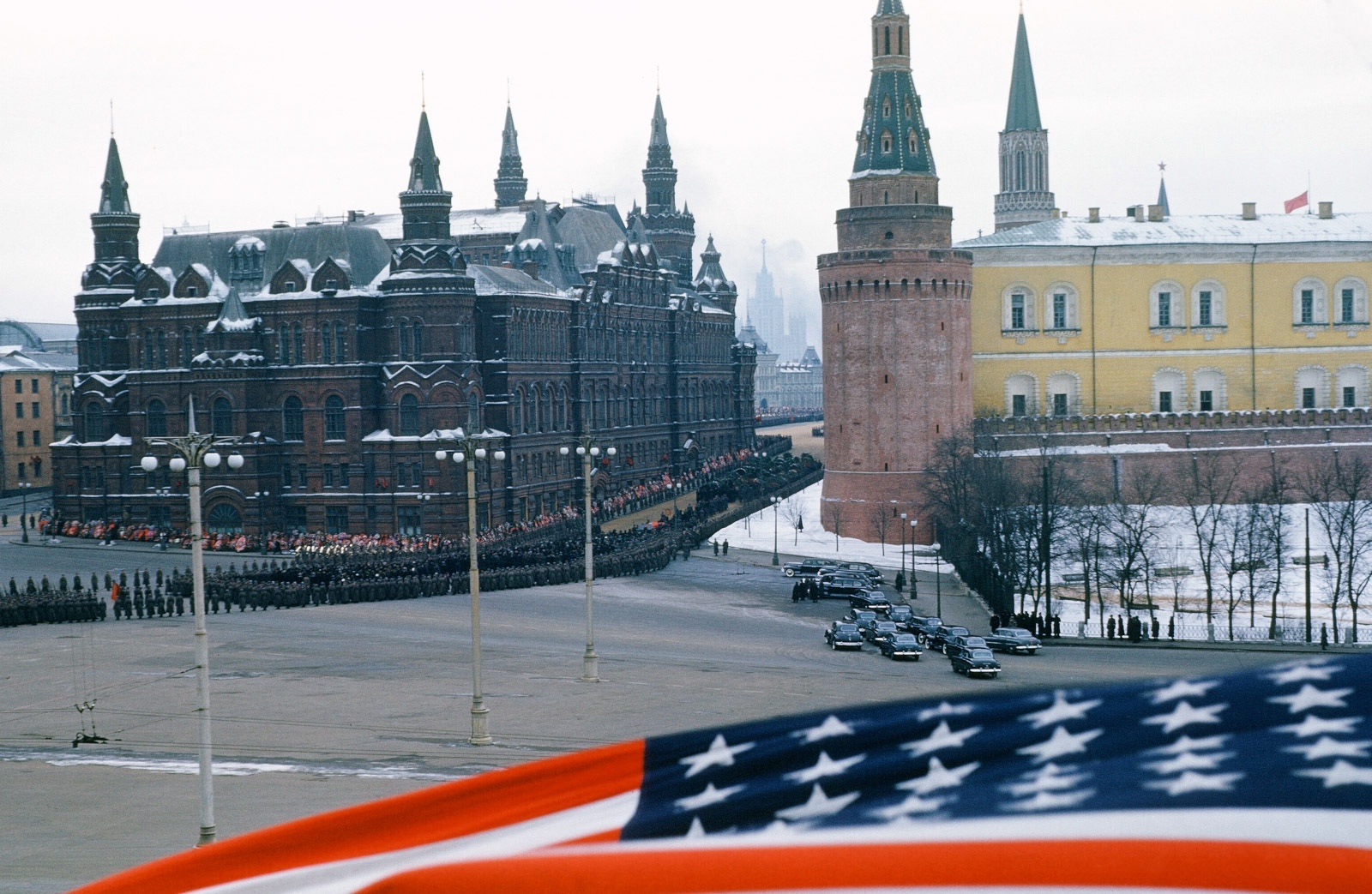
Похороны Иосифа Сталина, снятые на камеру помощником военного атташе США майором М. Манхоффом с балкона посольства, Моховая улица, дом № 13.

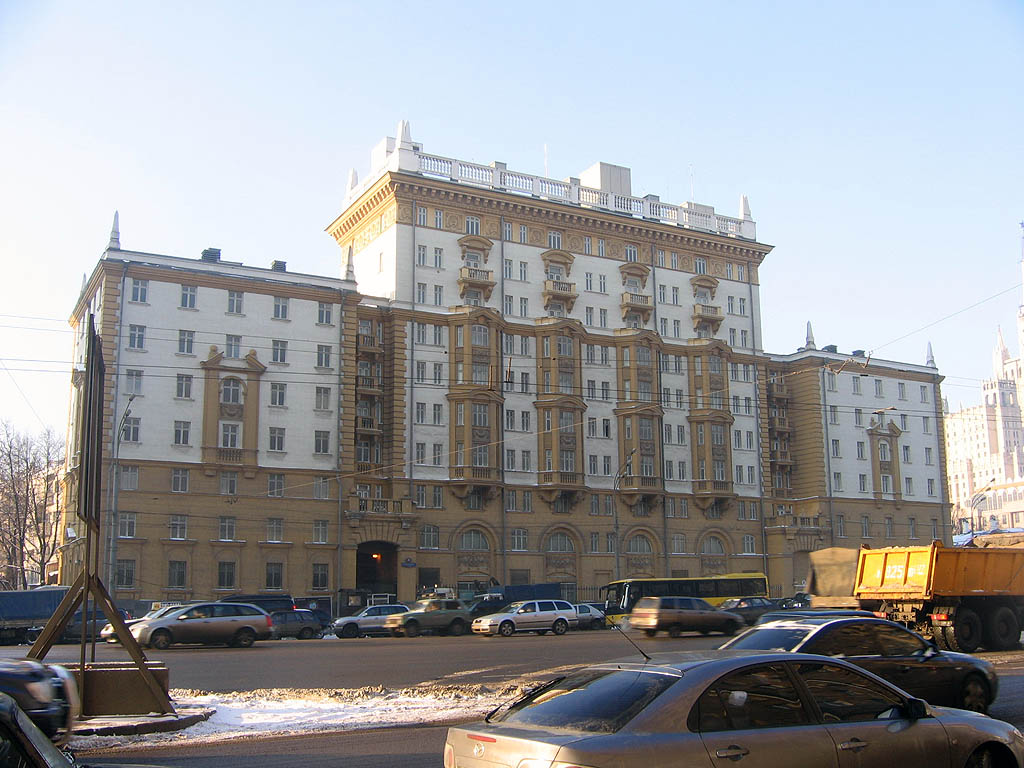
Старое здание американского посольства на Новинском бульваре (1953—2000)

Изначально советское руководство обещало американской миссии здание в районе Воробьёвых гор, но переговоры об аренде оказались неудачными. Посольство получило в 1934 году здание в непосредственной близости от Кремля — вновь построенный дом на Моховой улице, № 13.
В 1941—1943 годах посольство находилось в городе Куйбышеве (нынешняя Самара). Посольство размещалось в обветшавшем здании по адресу: ул. Некрасовская, 62. Посол США в СССР на начало эвакуации Лоуренс Штейнгардт выехал в Куйбышев в конце 1941 года, оставив в Москве второго секретаря и часть сотрудников. Однако вскоре он был назначен послом США в Турции, и 14 февраля 1942 года президент Франклин Делано Рузвельт назначил послом в СССР Уильяма Стэндли. При посольстве была создана военная миссия, наделённая чрезвычайными полномочиями.
В 1953 году американское посольство переехало на улицу Чайковского (современный Новинский бульвар). В 1969 году территория посольства была расширена на 10 акров. США получили эту землю на условиях безвозмездного пользования (аренды) сроком на 85 лет. В сентябре 1979 года началось строительство нового здания на этом участке, законченное в 1986 году.
С июня 1978 по апрель 1983 года в посольстве жили семь советских пятидесятников, которые добивались разрешения эмигрировать из СССР.
К 1985 году США пришли к выводу, что возводимое ими с 1979 года на территории посольства новое многоэтажное офисное здание полностью пронизано сложной системой прослушивания; здание не было завершено и было принято решение о его полном сносе. В итоге здание было частично перестроено и открыто в июле 2000 года. Техническая документация о подслушивающих устройствах в новом здании посольства была официально передана представителю посла США в СССР Межреспубликанской службой безопасности 5 декабря 1991 года.

### Современный период
13 сентября 1995 года посольство было обстреляно неизвестным из гранатомёта РПГ-18. Пострадавших не было, здание получило незначительные повреждения. Хотя истинные причины акции остаются неизвестными, высказывалось предположение, что она была совершена в знак протеста против операции «Обдуманная сила». Есть мнения, что этот обстрел совершил российский криминальный авторитет Владимир Татаренков.
28 марта 1999 года во время митинга против бомбёжек Югославии авиацией NATO здание попытались обстрелять из гранатомёта. После проведения митинга зданию потребовался серьёзный косметический ремонт в связи с тем, что были выбиты стекла и забрызган разноцветной краской почти весь фасад.
В мае 2000 года было построено новое здание, начавшее работу в июне. Периметр всего комплекса составляет 1320 метров. В 2013 году началось строительство нового офисного здания общей площадью 24 200 квадратных метров. 16 января 2018 года в новом здании открылся консульский отдел, начался приём посетителей.
Помимо зданий на Новинском бульваре/Большом Девятинском переулке США принадлежит, на правах аренды, также Особняк Второва (так называемый американцами «Спасо-Хаус», англ. Spaso House), в котором с 1933 года располагается резиденция посла, дача в Серебряном Бору и склады на Дорожной улице (с 1 августа 2017 года пользование двумя последними объектами запрещено в ответ на высылку из США 35 российских дипломатов и новые антироссийские санкции).
Газета «Ведомости», ссылаясь на источник в российских специальных службах, заявила, что в посольстве, вероятно, находится местный сервер X-Keyscore, системы слежки за Интернетом.
22 июня 2022 года на территории у посольства США в Москве была создана площадь, названная в честь самопровозглашённой Донецкой Народной Республики, а адрес посольства был сменён с Большой Девятинский переулок, д. 8 на площадь Донецкой Народной Республики, д. 1, стр. 1-9. Посольство США удалило адрес со своего сайта, заменив на географические координаты.
Посольство США в Москве включает в себя: консульский отдел, политический отдел, административный отдел, службу безопасности, экономический отдел, отдел окружающей среды, науки, технологий и здравоохранения, отдел печати и культуры. Также в посольстве работают представители различных федеральных агентств США.

## Послы
СССР
- Уильям Буллит (1933—1936)
- Джозеф Эдвард Дэвис (1936—1938)
- Лоуренс Штейнгардт (1939—1941)
- Уильям Стэндли (1942—1943)
- Аверелл Гарриман (1943—1946)
- Уолтер Беделл Смит (1946—1948)
- Алан Кирк (1949—1951)
- Джордж Кеннан (1952, май—сентябрь)
- Чарльз Боулен (1953—1957)
- Льюэллин Томпсон (1957—1962)
- Фой Дэвид Колер (1962—1967)
- Льюэллин Томпсон (1967—1969)
- Джейкоб Бим (1969—1973)
- Уолтер Стессел (1974—1976)
- Малкольм Тун (1977—1979)
- Томас Уотсон (1979—1981)
- Артур Хартман (1981—1987)
- Джек Мэтлок (1987—1991)
- Роберт Страус (1991—1992)

Россия
- Томас Пикеринг (21 мая 1993 — 1 ноября 1996)
- Джеймс Коллинз (2 сентября 1997 — июль 2001)
- Александр Вершбоу (август 2001 — июль 2005)
- Уильям Джозеф Бёрнс (10 августа 2005— 27 июня 2008)
- Джон Байерли (3 июля 2008— 15 сентября 2011)
- Майкл Макфол (10 января 2012 — 4 февраля 2014)
- Джон Теффт (1 августа 2014 — 28 сентября 2017)
- Джон Хантсман (сентябрь 2017 — 3 октября 2019)
- Джон Салливан (5 февраля 2020 — 4 сентября 2022)
- Линн Трейси (9 января 2023 — 27 июня 2025)